# Comuna Gostinari, Giurgiu
Gostinari este o comună în județul Giurgiu, Muntenia, România, formată din satele Gostinari (reședința) și Mironești.

## Așezare
Comuna se află în estul județului, pe malurile Argeșului, acolo unde acesta primește apele afluenților Neajlov și Sabar. Este străbătută de șoseaua națională DN5A, care leagă Adunații-Copăceni de Greaca.

## Demografie
Componența etnică a comunei Gostinari
     Români (80,65%)
     Romi (13,73%)
     Alte etnii (0%)
     Necunoscută (5,62%)
Componența confesională a comunei Gostinari
     Ortodocși (92,8%)
     Alte religii (0,58%)
     Necunoscută (6,62%)
Conform recensământului efectuat în 2021, populația comunei Gostinari se ridică la 2.403 locuitori, în scădere față de recensământul anterior din 2011, când fuseseră înregistrați 2.634 de locuitori. Majoritatea locuitorilor sunt români (80,65%), cu o minoritate de romi (13,73%), iar pentru 5,62% nu se cunoaște apartenența etnică. Din punct de vedere confesional, majoritatea locuitorilor sunt ortodocși (92,8%), iar pentru 6,62% nu se cunoaște apartenența confesională.

## Politică și administrație
Comuna Gostinari este administrată de un primar și un consiliu local compus din 11 consilieri. Primarul, Ion Marin[*], de la Partidul Social Democrat, este în funcție din 2012. Începând cu alegerile locale din 2024, consiliul local are următoarea componență pe partide politice:
|  | Partid                    | Consilieri | Componența Consiliului | Componența Consiliului | Componența Consiliului | Componența Consiliului | Componența Consiliului | Componența Consiliului | Componența Consiliului | Componența Consiliului | Componența Consiliului |
|  | ------------------------- | ---------- | ---------------------- | ---------------------- | ---------------------- | ---------------------- | ---------------------- | ---------------------- | ---------------------- | ---------------------- | ---------------------- |
|  | Partidul Social Democrat  | 9          |                        |                        |                        |                        |                        |                        |                        |                        |                        |
|  | Partidul Național Liberal | 2          |                        |                        |                        |                        |                        |                        |                        |                        |                        |

## Istorie
La sfârșitul secolului al XIX-lea, comuna făcea parte din plasa Sabar a județului Ilfov și era formată din satele Gostinari-Belu și Gostinari-Văcărești, având 949 de locuitori ce trăiau în 210 case și 22 de bordeie. Existau în comună două biserici, o moară cu aburi și o școală mixtă, iar principalul proprietar de pământuri era Barbu Belu. Anuarul Socec din 1925 consemnează unirea comunei cu comuna Colibași, formând comuna Colibași-Gostinari, având 3842 de locuitori în satele Gostinari-Belu, Gostinari-Văcărești și Colibași. Unirea a fost însă una vremelnică, în 1931, satele Gostinari-Belu și Văcărești separându-se din nou. În 1931, satul Coeni din comuna vecină Isvoarele a luat numele de Mironești și s-a separat pentru a forma o comună de sine stătătoare.
În 1950, comunele au fost transferate raionului Vidra și apoi (după 1952) raionului Oltenița din regiunea București. În 1968, ele au trecut la județul Ilfov, iar comuna Mironești a fost desființată, satul ei trecând la comuna Gostinari. În 1981, o reorganizare administrativă regională a dus la transferarea comunei la județul Giurgiu.

## Monumente istorice

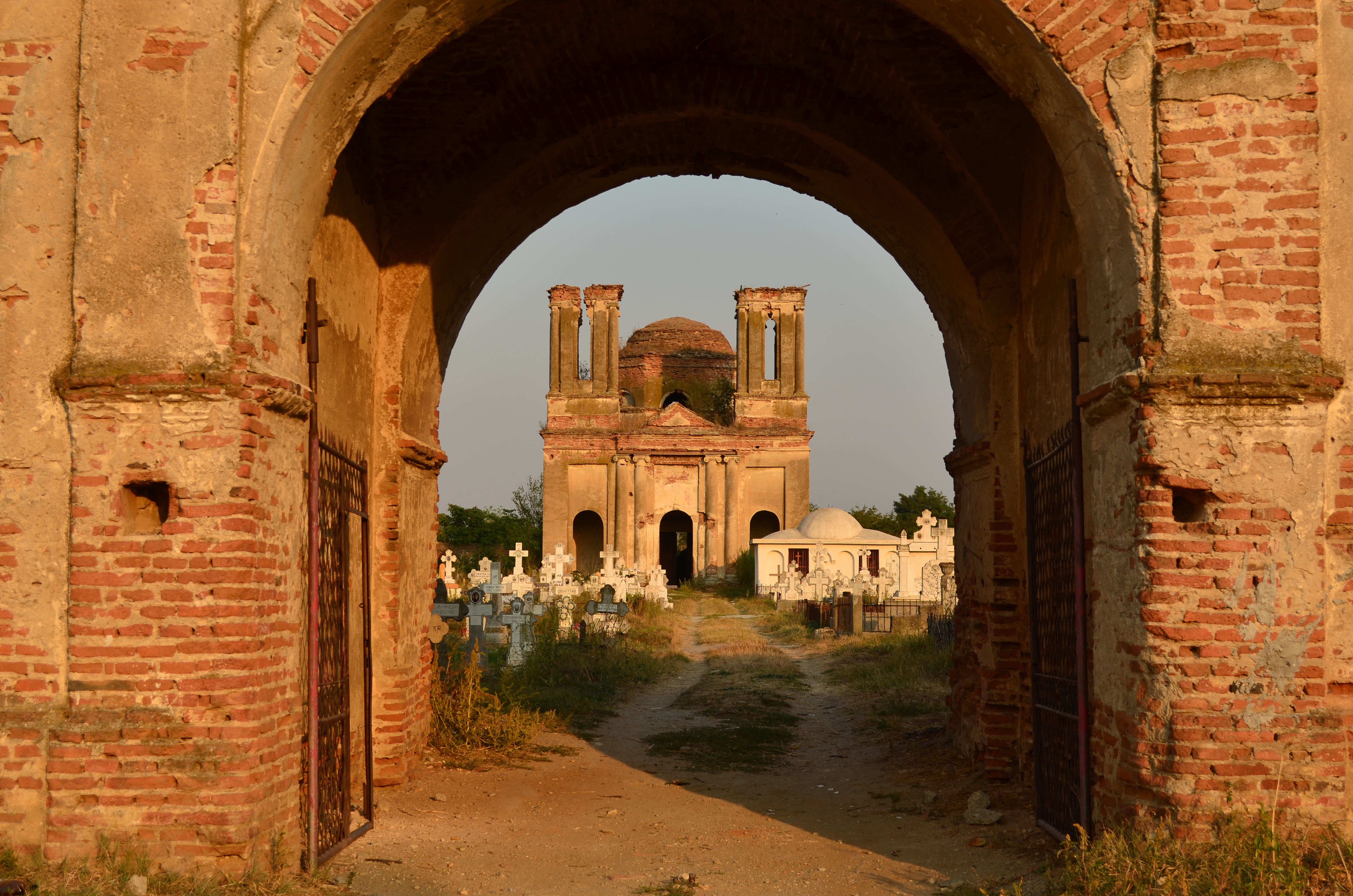
Biserica „Sfântul Nicolae” din ansamblul conacului Bellu, monument istoric

În comuna Gostinari se află patru monumente istorice de interes național, din care trei sunt monumente de arhitectură. Unul este ansamblul conacului Ștefan Bellu (secolul al XVIII-lea, refăcut în 1818) din Gostinari, constând din ruinele conacului, biserica „Sfântul Nicolae”, turnul clopotniță și zidul de incintă. Alte două monumente de arhitectură de interes național sunt biserica „Sfântul Nicolae” (1669) și ruinele curții lui Radu Șerban (începutul secolului al XVII-lea) din satul Mironești. În curtea bisericii se află și o cruce de piatră din secolul al XVII-lea, și ea clasificată ca monument istoric memorial sau funerar de interes național.
În rest, alte patru obiective din comună sunt incluse în lista monumentelor istorice din județul Giurgiu ca monumente de interes local. Trei dintre ele sunt situri arheologice, toate aflate în zona satului Mironești: situl de la 500 m vest de sat, pe malul Argeșului, ce cuprinde așezări din Epoca Bronzului (cultura Tei, faza IV) și din perioada Latène; situl „din Vale” (1 km est de sat) cu așezări din epoca romană (secolul al IV-lea e.n.) și din secolele al VIII-lea–al IX-lea (Evul Mediu Timpuriu); și situl de la „Malu Roșu”, pe malul drept al Argeșului, cu așezări din Epoca Bronzului (cultura Tei) și din perioada Latène. Un al patrulea obiectiv este biserica „Cuvioasa Paraschiva” (1857) din Gostinari.